# Lak Si
Lak Si (in thailandese: หลักสี่) è uno dei 50 distretti (khet) della città di Bangkok, in Thailandia.